# Alçay-Alçabéhéty-Sunharette
Alçay-Alçabéhéty-Sunharette (tiếng Basque: Altzai-Altzabeheti-Zunharreta) là một xã thuộc tỉnh Pyrénées-Atlantiques trong vùng Aquitaine ở tây nam nước Pháp. Xã này nằm ở khu vực có độ cao trung bình 344 mét trên mực nước biển.
Xã nằm trong tỉnh cũ Soule.